# Kazumi Inamura
Kazumi Inamura (稲村和美, Inamura Kazumi), née le 10 novembre 1972 à Nara, est une femme politique japonaise, membre du parti politique des Verts. Élue maire d'Amagasaki à 38 ans, elle est la plus jeune femme à être élue à la tête d'une ville de l'histoire du pays, en plus d'être la première représentante politique de son parti à accéder à ce poste.

## Jeunesse, études et carrière pré-électorale
Inamura naît le 10 novembre 1972 à Nara, dans la préfecture du même nom. Elle effectue par la suite ses études supérieures en économie à l'Université de Kobe. Alors qu'elle est étudiante, elle devient bénévole dans une association venant en aide aux victimes du séisme de 1995 à Kobe, ce qui l'inspire à devenir politicienne.
Après ses études, elle intègre une entreprise privée spécialisée dans les assurances des biens.

## Carrière électorale
Inamura fait son entrée dans le monde politique en 2003, où elle est élue pour la première fois à l'assemblée préfectorale de Hyōgo. Réélue à ce poste en 2007, elle fait partie en parallèle du conseil municipal de la ville d'Amagasaki. 
Elle se présente en 2010 aux élections municipales de cette même ville, avec le soutien de la maire sortante indépendante Aya Shirai (ja). Inamura est élue à la suite de ce scrutin. La ville d'Amagasaki devient ainsi la première ville du Japon à avoir deux femmes maires de manière consécutive. Elle devient également la plus jeune maire du Japon, battant le record de Kaori Itō. Elle déclare alors vouloir mettre l'accent sur la revitalisation de la région, ainsi que son désir de rester connectée aux habitants pour être à leur écoute. Elle est notamment à l'origine de la reconstruction du château d'Amagasaki, pour attirer les touristes. Elle met également notamment en place des repas gratuits pour les collégiens de la ville.
Inamura est réélue en novembre 2014, et commence ainsi son deuxième mandat. Elle axe ce deuxième mandat autour de la réduction du crime dans sa ville, et, avec la coopération avec la préfecture, fait arrêter plusieurs membres de gangs et fait fermer plusieurs liés intimement liés au crime organisé dans sa ville.
Elle est également réélue en 2018. Après trois mandats, Inamura annonce en 2022 qu'elle ne briguera pas de quatrième mandat, et qu'elle prend sa retraite politique. Elle est notamment handicapée par la perte d'une clé USB, contenant des données personnelles sur les habitants d'Amagasaki, un incident qui l'a empêchée de poursuivre certaines des mesures prévues durant son mandat. Elle soutient Makoto Matsumoto (ja), conseiller municipal de la ville chargé de l'éducation, dans la course à sa succession. Ce dernier remporte l'élection en novembre 2022,.

## Prises de position
En tant que maire, Inamura défend les droits des individus LGBT+, mettant notamment en place un partenariat civil reconnaissant que les couples LGBT et autres minorités sexuelles ont une relation équivalente au mariage, mis en place en 2020, et sanctionnant des discriminations liées à l'orientation sexuelle ou des comportements homophobes au sein des institutions de la ville. Inamura lutte également contre les discriminations faites aux femmes, notamment en terme d'emplois et d'accessions à des postes importants. Par son histoire, elle espère normaliser l'accès à des femmes jeunes à des postes politiques ou en entreprises.
Inamura est également impliquée dans la revitalisation régionale, afin d'améliorer l'attractivité d'Amagasaki.

## Vie privée
Inamura a une fille, née en 2005.